# Euthalia somadeva
Euthalia somadeva är en fjärilsart som beskrevs av Felder 1867. Euthalia somadeva ingår i släktet Euthalia och familjen praktfjärilar. Inga underarter finns listade i Catalogue of Life.